# یوشیکو ناکایاما
ناکایاما یوشیکو (به ژاپنی: 中山慶子 Nakayama Yoshiko); ۱۶ ژانویهٔ ۱۸۳۶ – ۵ اکتبر ۱۹۰۷) ندیمه در دربار دودمان یاماتو همسر غیراصلی صد و بیست و یکمین امپراتور ژاپن امپراتور کومی و مادر امپراتور میجی اهل ژاپن بود.

## زندگی‌نامه

### والدین
ناکایاما یوشیکو دختر ناکایاما تادایاسو وزیر چپ (سادایجین) و عضو خاندان فوجیوارا بود. مادرش ماتسورا آیکو (۱۸۱۸–۱۹۰۶)، یازدهمین دختر «دایمیو» دامنه هیرادو (ناگاساکی)، ماتسورا سیزان بود.

### در دربار
او در کیوتو به دنیا آمد و در سن ۱۶ سالگی وارد خدمت دربار شد. او همسر غیراصلی یا سوکوشیتسوی امپراتور کومی شد. کومی پسر عموی سوم او بود. هنگامی که کشف شد که یوشیکو باردار است، در خانه والدین او، خانواده ناکایاما، غوغایی به پا شد. آنها تصمیم گرفتند یک «اوبودو» جدید (کاخی برای به دنیا آوردن فرزندان) بسازند، اما درآمد خانواده ناکایاما در این زمان تنها ۲۰۰ ککو بود. به دلیل کمبود بودجه، او ۱۵۰ ریو از دربار امپراتوری برای ساخت ساختمانی برای تولد فرزند امپراتور وام گرفت. کاخ امپراتوری توکیو در این دوره شامل گوشو، جایی که امپراتور در آن زندگی می‌کند، و کینری گوشو، که در آن مراسم مختلف برگزار می‌شد و اقامتگاه‌های اشراف دربار در اطراف آن‌ها گسترده بود، تشکیل می‌شد. مرسوم بود که حتی همسر امپراتور در خانه پدر و مادرش زایمان می‌کرد و یوشیکو پسرش را در اقامتگاه پدری خود به دنیا آورد.
در ۳ نوامبر ۱۸۵۲، تنها فرزندش «موتسوهیتو» با لقب «ساچی-نو-میا»، که بعدها به نام امپراتور میجی شناخته شد، در محل اقامت پدرش در خارج از کاخ امپراتوری کیوتو به دنیا آورد.
در آن زمان، احتمال اینکه فرزند امپراتور «موتسوهیتو»، در آینده امپراتور شود زیاد نبود. در وهله اول، تنها کسانی از خاندان سککان (خاندان فوجیوارای شمالی، که نایب‌السلطنه کانپاکو بودند، ه به عنوان دستیار امپراتور خدمت می‌کردند) و آنها تنها کسانی بودند که می‌توانستند همسر اصلی امپراتور شوند. یوشیکو از خاندان سککان نبود و امپراتور کومی قبلاً یک همسر اصلی به نام کوجو آساکو داشت. علاوه بر این، حتی اگر امپراتور کومی از دنیا می‌رفت، سه شاهزاده امپراتوری بودند که در ردیف جانشینی تاج و تخت بالاتر از «موتسوهیتو» بودند، بنابراین «موتسوهیتو» به عنوان یک نامزد قوی برای تبدیل شدن به امپراتور بعدی در نظر گرفته نمی‌شد.
از سوی دیگر، امپراتور کومی، او را با لقب «ساچی-نو-میا»، همان نام دوران کودکی پدربزرگش، امپراتور کوکاکو، صد و نوزدهمین را نامگذاری کرد. امپراتور کوکاکو فردی بود که در شرایطی یکسان با وضع کنونی با شوگون‌سالاری ادو جنگید و برای بازسازی دربار امپراتوری تلاش زیادی کرد. برای امپراتور کومی، پدربزرگش، امپراتور کوکاکو، را می‌توان امپراتور ایده‌آل نامید و این واقعیت که نام او در دوران کودکی پدربزرگش، امپراتور کوکاکو «ساچی-نو-میا» بود، نشان می‌دهد که امپراتور انتظارات زیادی از فرزندش داشت.

## بازگشت به کاخ
پس از به دنیا آمدن «ساچی-نو-میا»، یوشیکو بیشتر وقت خود را صرف تربیت فرزندش کرد و بین کاخ امپراتوری و اقامتگاه پدری ناکایاما رفت و آمد می کرد. با این حال، وضعیت مالی خانواده ناکایاما به دلیل بدهی های قبلی بسیار دشوار بود. زمانی که ساچی-نو-میا یک ساله شد، دچار سرماخوردگی سختی شد. حکایتی نیز وجود دارد که مادرش از نگرانی بیهوش شد. پس از آن، در نتیجه مراقبت های بسیار، بیماری «ساچی-نو-میا»، به طور کامل درمان شد. امپراتور کومی از زحمات آنها قدردانی کرد و به خانواده ناکایاما کالاهایی مانند نقره و ابریشم هدیه داد.
او پنج سال بعد با پسرش به کاخ بازگشت. پسر او تنها فرزندی بود که از امپراتور کومی به دنیا آمد و تا بزرگسالی زنده ماند.
پس از بازسازی می‌جی، او در سال ۱۸۷۰ به دستور پسرش امپراتور به پایتخت جدید در توکیو نقل مکان کرد. او در گورستان توشیماگائوکا در بونکیو-کو، توکیو، توکیو به خاک سپرده شده است.